# Rheinzink
Rheinzink GmbH & Co. KG (укр. Райнцинк, Рейнський цинк) — міжнародна металургійна компанія групи Grillo, розташована в Даттельні. Компанія є виробником титан-цинку — вихідного матеріалу для виробництва покрівельних, фасадних і водостічних систем.

## Історія
Райнцинк була заснована у 1966 році компаніями Grillo, Stolberger Zink і Vereinigten Deutschen Metallwerken. 
Компанія має виробничі потужності до 160 000 тонн в рік і налічує близько 700 співробітників. Компанія Рейнський цинк представлена в 30 країнах на п'яти континентах і має шість філій у Німеччині: Берлін, Бохум, Ерфурт, Кайзерслаутерн, Гамбург та Ганновер.

## Продукти
Титан-цинк — сплав електролітично рафінованого цинку з чистотою 99,995 %, доповнений певними частками міді і титану. Титан-цинк має торговельну назву Rheinzink.